# Гуриди, Хон
Йон Гуриди Альдалур (баск. и исп. Jon Guridi Aldalur; род. 28 февраля 1995, Аспейтиа, Страна Басков) — испанский футболист баскского происхождения, полузащитник клуба «Алавес».

## Клубная карьера
Гуриди родился в Аспейтии. Молодёжную карьеру провёл в клубе «Реал Сосьедад». 11 июля 2014 года он был переведен в резервную команду «бело-синих», который  выступал в Сегунде Б. Дебютировал 13 сентября в гостевом матче против «Сестао Ривер».
Свой первый профессиональный гол Гуриди забил 10 октября 2015 года, сравняв счет на последней минуте в домашней игре против «Сестао Ривер». 10 февраля он продлил свой контракт до 2018 года.
За основную команду басков Гуриди в Ла Лиге дебютировал 18 марта 2017 года в гостевом матче против «Алавеса».
В сезоне 2018/19 вернулся в резервную команду и 30 января 2019 года был отдан в аренду в «Мирандес». 19 июля, после выхода в Сегунду, его аренда была продлена еще на год.

## Клубная статистика
| Клуб              | Сезон      | Лига       | Лига  | Лига | Кубок | Кубок | Континент | Континент | Другое | Другое | Итог  | Итог |
| Клуб              | Сезон      | Дивизион   | Матчи | Голы | Матчи | Голы  | Матчи     | Голы      | Матчи  | Голы   | Матчи | Голы |
| ----------------- | ---------- | ---------- | ----- | ---- | ----- | ----- | --------- | --------- | ------ | ------ | ----- | ---- |
| Реал Сосьедад B   | 2014/15    | Сегунда Б  | 11    | 0    | —     | —     | —         | —         | —      | —      | 11    | 0    |
| Реал Сосьедад B   | 2015/16    | Сегунда Б  | 34    | 3    | —     | —     | —         | —         | —      | —      | 34    | 3    |
| Реал Сосьедад B   | 2016/17    | Сегунда Б  | 28    | 3    | —     | —     | —         | —         | —      | —      | 28    | 3    |
| Реал Сосьедад B   | 2018/19    | Сегунда Б  | 9     | 2    | —     | —     | —         | —         | —      | —      | 9     | 2    |
| Реал Сосьедад B   | Итог       | Итог       | 82    | 8    | 0     | 0     | 0         | 0         | 0      | 0      | 82    | 8    |
| Реал Сосьедад     | 2016/17    | Ла Лига    | 1     | 0    | 0     | 0     | —         | —         | —      | —      | 1     | 0    |
| Реал Сосьедад     | 2017/18    | Ла Лига    | 4     | 0    | 0     | 0     | 0         | 0         | —      | —      | 4     | 0    |
| Реал Сосьедад     | 2020/21    | Ла Лига    | 12    | 0    | 2     | 0     | 2         | 0         | 1      | 0      | 17    | 0    |
| Реал Сосьедад     | Итог       | Итог       | 17    | 0    | 2     | 0     | 2         | 0         | 1      | 0      | 22    | 0    |
| Мирандес (аренда) | 2018/19    | Сегунда Б  | 12    | 2    | 0     | 0     | —         | —         | 6      | 0      | 18    | 2    |
| Мирандес (аренда) | 2019/20    | Сегунда    | 36    | 3    | 5     | 0     | —         | —         | —      | —      | 41    | 3    |
| Мирандес (аренда) | Итог       | Итог       | 48    | 5    | 5     | 0     | 0         | 0         | 6      | 0      | 59    | 5    |
| Общий итог        | Общий итог | Общий итог | 147   | 13   | 7     | 0     | 2         | 0         | 7      | 0      | 163   | 13   |

1. ↑  Матч(и) в Лиге Европы
2. ↑  Матч(и) в Суперкубке Испании
3. ↑  Матч(и) в плей-офф за повышение